# Håvard Holmefjord Lorentzen
Håvard Holmefjord Lorentzen, född 2 oktober 1992, är en norsk idrottare som tävlar i hastighetsåkning på skridskor. Han blev olympisk mästare på 500 meter vid olympiska vinterspelen 2018 i Pyeongchang i Sydkorea. Samma år blev han sprintvärldsmästare.
Han deltog även vid olympiska vinterspelen 2014 i Sotji i Ryssland.